# Congés maladie dans l'Égypte antique
 (août 2023).
Les congés maladie étaient courants dans l'Égypte antique. Conservé au British Museum, un ostracon datant du règne de Ramsès II, couvrant une période de presque un an, recense les noms de quarante ouvriers ainsi que les motifs invoqués pour justifier leurs absences.
Un ouvrier, nommé Seba, est ainsi porté absent après avoir été piqué par un scorpion, tandis qu’un certain Pennoub avait dû s’absenter pour s’occuper de sa mère malade. Plusieurs hommes ont également invoqué des « saignements de la femme et de la fille », en référence à leurs règles.
Le décès d'un proche constituait une autre raison d’absence, afin d'effectuer leur embaumement, processus long et complexe.
Pratiquer le brassage de la bière semblait également constituer une activité personnelle justifiant d'un ou de plusieurs jours de congés.